# Departamento Sarmiento (San Juan)
Das Departamento Sarmiento liegt im Süden der Provinz San Juan im Westen Argentiniens ist eine von 19 Verwaltungseinheiten der Provinz. 
Es grenzt im Norden an die Departamentos Zonda, Pocito und Rawson, im Osten an das Veinticinco de Mayo, im Süden an die Provinz Mendoza und im Westen an das Departamento Calingasta. 
Die Hauptstadt des Departamento Sarmiento ist Villa Media Agua.

## Städte und Gemeinden
Das Departamento Sarmiento ist in folgende Gemeinden aufgeteilt:
- Villa Media Agua